# ヒデハヤテ
ヒデハヤテは日本の競走馬、種牡馬。1971年の阪神3歳ステークスなど中央競馬の重賞競走で3勝を挙げた。1971年度優駿賞最優秀3歳牡馬。連勝を続けながらクラシックを目前に故障で戦線離脱したため、「幻のダービー馬」とも称された。全兄に札幌記念優勝馬ヒデカブトがいる。

## 経歴
1969年に北海道浦河町の鎌田牧場で生産される。祖母に名牝シラオキ、伯父に1960年の年度代表馬コダマと、皐月賞優勝馬シンツバメがいる良血馬であった。栗東トレーニングセンターの伊藤修司厩舎に入り、1971年10月にデビューを迎える。
この初戦は持込馬タイテエムが圧倒的な人気を集めていたが、8着に沈んだ同馬を尻目に2着に7馬身差を付け、初戦勝利を挙げる。続く条件戦は不良馬場に苦労し5着と敗退したが、次走ではランドプリンスに1馬身余の差を付け勝利。迎えた関西の3歳王者決定戦・阪神3歳ステークスでは福永洋一を鞍上に迎え、2着シンモエダケに8馬身差を付けて優勝した。優勝タイム1分35秒1は、アローエクスプレスが保持した芝1600メートルの3歳レコードを一挙に1.1秒短縮する、当時としては破格の時計であった。この年、最優秀3歳牡馬に選出。明けて4歳になっても連勝は止まらず、緒戦のオープン戦、きさらぎ賞と快勝。関東で初出走となった京成杯もランドプリンスを寄せ付けず、この年のクラシックで不動の本命と目された。
しかし直後に脚部不安を生じ、クラシック出走が危ぶまれる。陣営は皐月賞に向けての前哨戦・スプリングステークスへの出走を強行したが、直線でタイテエムに捉えられ2着に終わり、クラシックを断念して休養に入った。2年近い期間を経て、6歳4月にオープン平場戦で復帰するも2着となり、これを最後に競走馬を引退した。
その後は種牡馬となり、全日本3歳優駿優勝馬シゲノカマダ、かしわ記念優勝馬キサラズボーイなど地方競馬で重賞優勝馬を輩出。1987年を以て種牡馬から用途を変更され、以後の消息は不明である。

## 評価・特徴
「花の47年組」と称された1972年クラシック世代において、クラシックを迎えるまでに最も高い評価を受けていたのが本馬であり、特に皐月賞は絶対の本命視をされていた。皐月賞に優勝したランドプリンスの主戦騎手を務めた川端義雄は「ともかく速くて強い。どこからぶつかっても負かせる可能性はなかった」と回想し、またタイテエム鞍上の須貝四郎も、「勝ったと言っても、相手が調子を崩していたから勝てたようなもの。まともなら、やはり負かせなかっただろう」というコメントを残している。6戦で手綱を取った福永洋一は、「当時一番強かった馬」、「その印象は最も強烈だった」と述べた。
また、本馬は馬体重520kgという、当時としては図抜けた大型馬だった。朝日新聞記者であった遠山彰は、その馬体を評して「実に素晴らしい。巨漢馬なのに、もったりしたところがない。まるでアメリカのプロバスケット選手みたいだ」と感想を述べ、「ヒデハヤテが健在だったら、クラシックの帰趨は全く違ったものになっていただろう」と語っている。

## 全成績
| 年月日 | 年月日 | 年月日 | 競馬場 | レース名        | 頭数 | 人気 | 着順 | 距離（状態）  | タイム  | 着差    | 騎手     | 斤量 [kg] | 勝ち馬/（2着馬）     |
| 1971   | 10.    | 17     | 京都   | 3歳新馬         | 17   | 2    | 1着  | 芝1200m（稍） | 1:13.2  | 7身     | 吉永良人 | 50        | （ヤマニンローヤル） |
|        | 10.    | 20     | 京都   | なでしこ賞      | 18   | 1    | 5着  | 芝1400m（不） | 1:30.2  | 0.7秒   | 吉永良人 | 52        | ロシナンテ           |
|        | 11.    | 13     | 京都   | 銀杏特別        | 8    | 1    | 1着  | 芝1400m（良） | 1:24.7  | 1 1/4身 | 吉永良人 | 53        | （ランドプリンス）   |
|        | 12.    | 12     | 阪神   | 阪神3歳S        | 8    | 1    | 1着  | 芝1600m（良） | R1:35.1 | 8身     | 福永洋一 | 54        | （シンモエダケ）     |
| 1972   | 1.     | 22     | 中京   | 4歳オープン     | 8    | 1    | 1着  | 芝1600m（良） | 1:37.5  | 1 3/4身 | 福永洋一 | 57        | （セカンドブラザー） |
|        | 2.     | 20     | 中京   | きさらぎ賞      | 6    | 1    | 1着  | 芝1800m（良） | 1:52.1  | 1 3/4身 | 福永洋一 | 55        | （セカンドブラザー） |
|        | 3.     | 19     | 中山   | 京成杯          | 7    | 1    | 1着  | 芝1600m（良） | 1:35.8  | 1 3/4身 | 福永洋一 | 57        | （ランドプリンス）   |
|        | 5.     | 7      | 東京   | スプリングS     | 5    | 1    | 2着  | 芝1800m（良） | 1:50.4  | 0.1秒   | 福永洋一 | 56        | タイテエム           |
| 1974   | 4.     | 6      | 阪神   | 5歳以上オープン | 6    | 2    | 2着  | 芝2000m（良） | 2:02.4  | 0.1秒   | 福永洋一 | 57        | カリーナエース       |

- タイム欄のRはレコード勝ちを示す。

## 血統表
| ヒデハヤテの血統（テディ系 / Fairway・Pharos4×4=12.50%、Teddy5×5=6.25%・父内、Gainsborough5×5=6.25%・父内） | ヒデハヤテの血統（テディ系 / Fairway・Pharos4×4=12.50%、Teddy5×5=6.25%・父内、Gainsborough5×5=6.25%・父内） | ヒデハヤテの血統（テディ系 / Fairway・Pharos4×4=12.50%、Teddy5×5=6.25%・父内、Gainsborough5×5=6.25%・父内） | （血統表の出典）      | （血統表の出典） |
| 父 *タマナー Tamanar 1955 栃栗毛 フランス                                                                   | 父の父Sunny Boy 1944 鹿毛 フランス                                                                          | Jock | Asterus               | Asterus          |
| 父 *タマナー Tamanar 1955 栃栗毛 フランス                                                                   | 父の父Sunny Boy 1944 鹿毛 フランス                                                                          | Jock | Naic                  |                  |
| 父 *タマナー Tamanar 1955 栃栗毛 フランス                                                                   | 父の父Sunny Boy 1944 鹿毛 フランス                                                                          | Fille de Soleil                                                                                             | Solario               | Solario          |
| 父 *タマナー Tamanar 1955 栃栗毛 フランス                                                                   | 父の父Sunny Boy 1944 鹿毛 フランス                                                                          | Fille de Soleil                                                                                             | Fille de Salut        |                  |
| 父 *タマナー Tamanar 1955 栃栗毛 フランス                                                                   | 父の母Tresa 1946 栗毛 イタリア                                                                              | Bozzetto | Pharos                | Pharos           |
| 父 *タマナー Tamanar 1955 栃栗毛 フランス                                                                   | 父の母Tresa 1946 栗毛 イタリア                                                                              | Bozzetto | Bunworry              |                  |
| 父 *タマナー Tamanar 1955 栃栗毛 フランス                                                                   | 父の母Tresa 1946 栗毛 イタリア                                                                              | Torrigiana                                                                                                  | Ortello               | Ortello          |
| 父 *タマナー Tamanar 1955 栃栗毛 フランス                                                                   | 父の母Tresa 1946 栗毛 イタリア                                                                              | Torrigiana                                                                                                  | Turletta              |                  |
| 母 ワカシラオキ 1960 鹿毛 日本                                                                              | 母の父*ソロナウェー Solonaway 1946 鹿毛 アイルランド                                                        | Solferino                                                                                                   | Fairway               | Fairway          |
| 母 ワカシラオキ 1960 鹿毛 日本                                                                              | 母の父*ソロナウェー Solonaway 1946 鹿毛 アイルランド                                                        | Solferino                                                                                                   | Sol Speranza          |                  |
| 母 ワカシラオキ 1960 鹿毛 日本                                                                              | 母の父*ソロナウェー Solonaway 1946 鹿毛 アイルランド                                                        | Anyway | Grand Glacier         | Grand Glacier    |
| 母 ワカシラオキ 1960 鹿毛 日本                                                                              | 母の父*ソロナウェー Solonaway 1946 鹿毛 アイルランド                                                        | Anyway | The Widow Murphy      |                  |
| 母 ワカシラオキ 1960 鹿毛 日本                                                                              | 母の母シラオキ 1946 栗毛 日本                                                                               | *プリメロ Primero                                                                                           | Blandford             | Blandford        |
| 母 ワカシラオキ 1960 鹿毛 日本                                                                              | 母の母シラオキ 1946 栗毛 日本                                                                               | *プリメロ Primero                                                                                           | Athasi                |                  |
| 母 ワカシラオキ 1960 鹿毛 日本                                                                              | 母の母シラオキ 1946 栗毛 日本                                                                               | 第弐スターカツプ                                                                                            | *ダイオライト         | *ダイオライト    |
| 母 ワカシラオキ 1960 鹿毛 日本                                                                              | 母の母シラオキ 1946 栗毛 日本                                                                               | 第弐スターカツプ                                                                                            | スターカツプ F-No.3-l |                  |

- 父は1958年のジョッケクルブ賞（フランスダービー）優勝馬。
- 祖母シラオキは「シラオキ系」と呼ばれるファミリーラインの祖となっており、母ワカシラオキからの分枝系は、その最も繁栄した系統となっている（詳しくはシラオキ#系図を参照のこと）。
- さらに牝系を遡ると、小岩井農場の基礎輸入牝馬の1頭であるフロリースカツプにたどり着く。